# Xian autonome Dongxiang
Pour les articles homonymes, voir Dongxiang (homonymie).
Le xian autonome Dongxiang (东乡族自治县 ; pinyin : Dōngxiāngzú Zìzhìxiàn) est un district administratif de la province du Gansu en Chine. Il est placé sous la juridiction de la ville-préfecture de la préfecture autonome hui de Linxia.

## Démographie

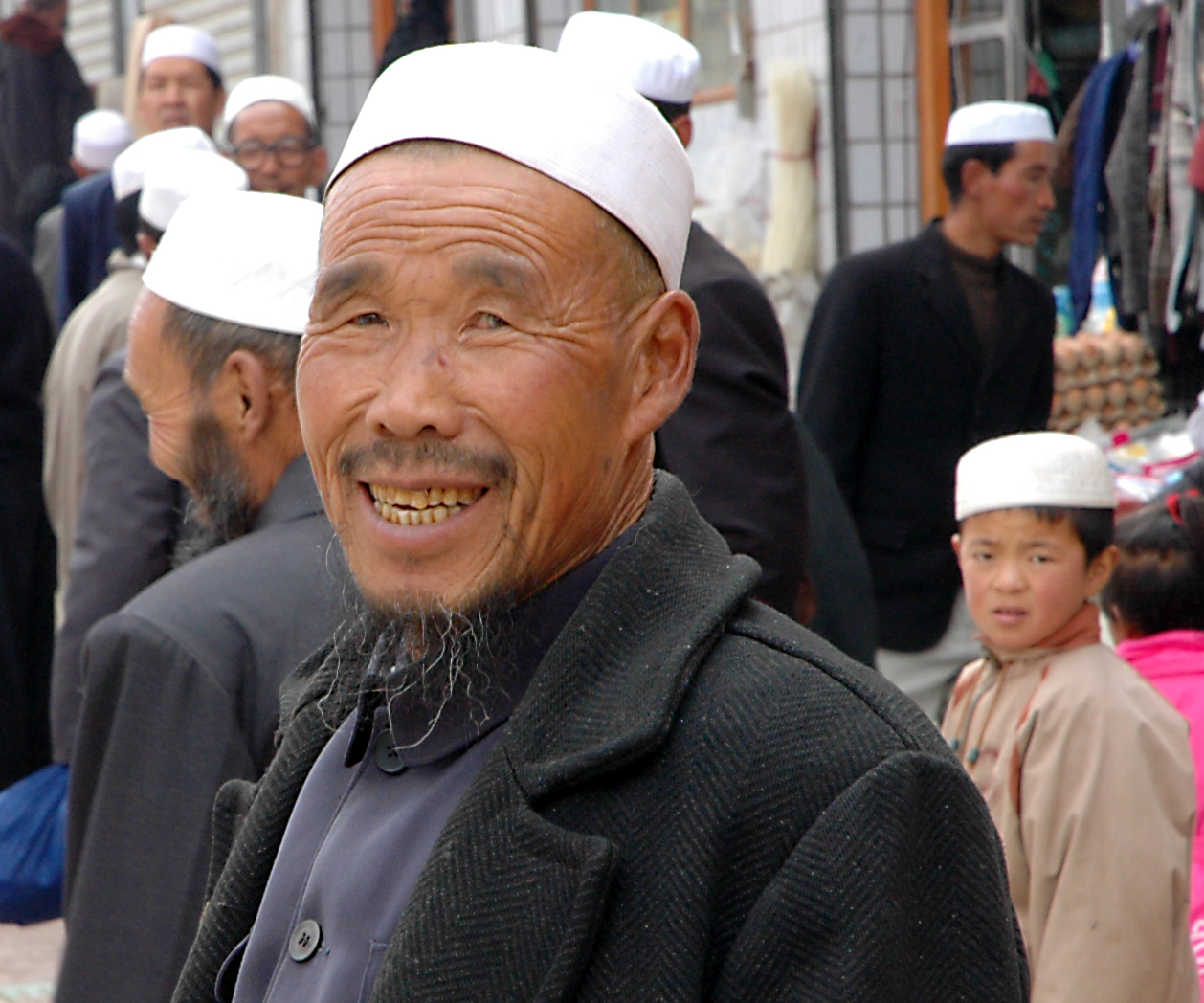
Après la prière du vendredi, district autonome Dongxiang

Le district autonome regroupe plus de la moitié des Dongxiang, les autres étant principalement répartis dans le reste du Gansu et dans la région autonome du Xinjiang.
La population du district était de 258 557 habitants en 1999.